# Olivbukig solfågel

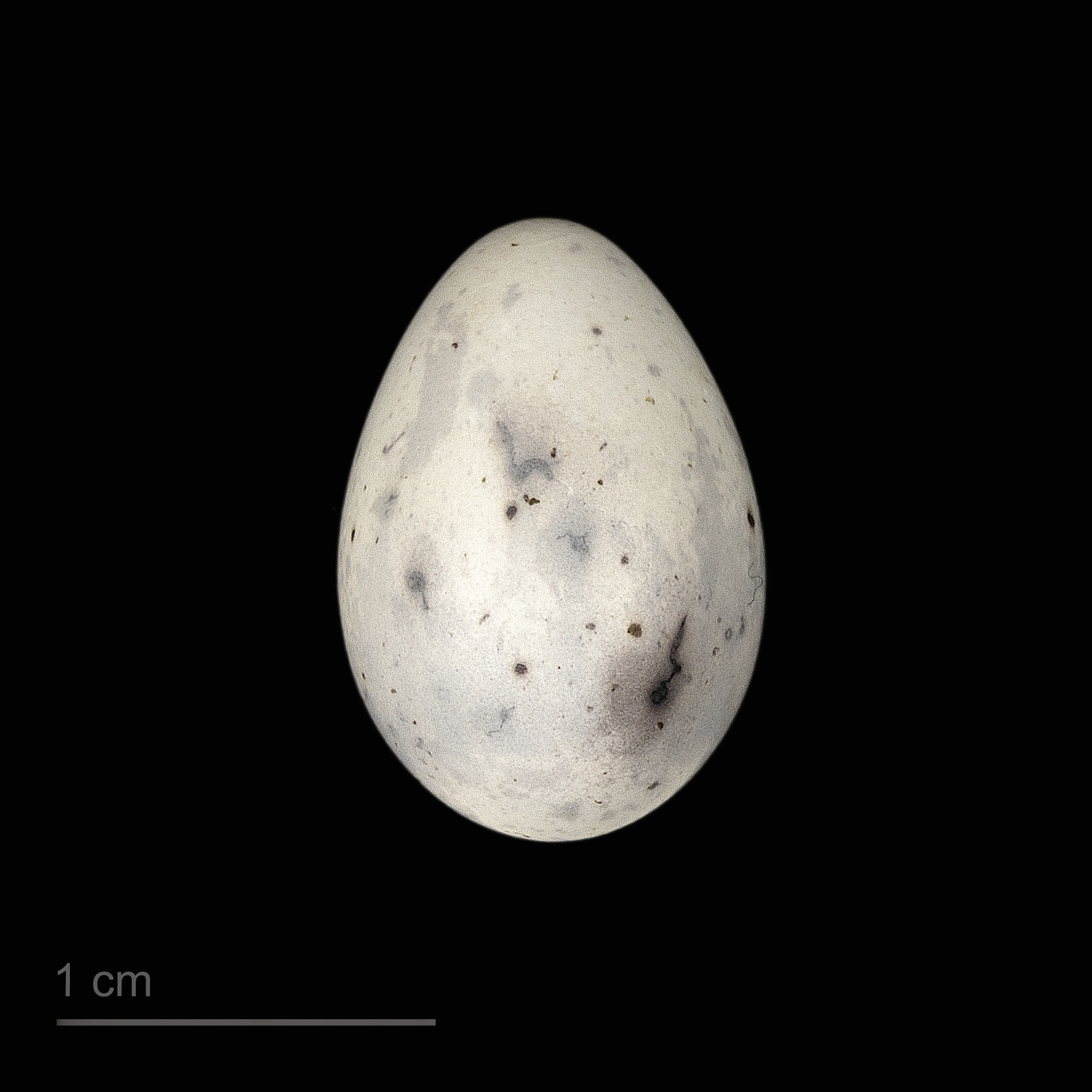
Cinnyris chloropygius

Olivbukig solfågel (Cinnyris chloropygius) är en fågel i familjen solfåglar inom ordningen tättingar.

## Utseende och läte
Olivbukig solfågel är en liten solfågel, med färgglad dräkt i grönt och rött hos hanen medan honan är färglöst brunaktig. Hanen har vidare gula fjädertofsar vid skuldrorna som dock vanligen hålls dolda. Arten liknar pygmésolfågeln, men är större med kortare och mer nedåtböjd näbb. Hanen är också mindre blåaktig ovan. Den är mycket lik hanar av tvåbandade solfåglar i Cinnyris men saknar blått eller lilafärgat band ovan det röda på bröstet. Sången är en snabb och ljus ramsa.

## Utbredning och systematik
Olivbukig solfågel delas upp i fyra underarter med följande utbredning:
- Cinnyris chloropygius kempi – Senegal till sydvästra Nigeria
- Cinnyris chloropygius chloropygius – sydöstra Nigeria till Kamerun, nordvästra Angola, centrala Demokratiska republiken Kongo samt ön Bioko i Guineabukten
- Cinnyris chloropygius bineschensis – endast känd från typexemplaret i sydvästra Etiopien
- Cinnyris chloropygius orphogaster – nordöstra Angola till östra Demokratiska republiken Kongo, Etiopien, Uganda, Kenya och västra Tanzania

Underarten bineschensis inkluderas ofta i orphogaster.

## Levnadssätt
Olivbukig solfågel hittas i skogsgläntor, utmed skogsbryn samt i öppet skogslandskap, fuktig savann, trädgårdar och buskmarker. Där ses den födosöka nektar och insekter från lågt växande blommor.

## Status och hot
Arten har ett stort utbredningsområde, men tros minska i antal, dock inte tillräckligt kraftigt för att den ska betraktas som hotad. Internationella naturvårdsunionen IUCN listar arten som livskraftig (LC).